# Société royale grand-ducale des chemins de fer Guillaume-Luxembourg
La Société royale grand-ducale des chemins de fer Guillaume-Luxembourg (dite aussi Compagnie Guillaume-Luxembourg) est une société anonyme luxembourgeoise, à capitaux français, créée en 1857 pour reprendre les concessions de 1855 concernant les lignes de chemins de fer du Grand-Duché du Luxembourg. Elle construit un ensemble de lignes qui constituent le réseau ferroviaire appelé réseau Guillaume-Luxembourg. Elle ne sera jamais une compagnie exploitante, cédant cette activité à une société française la Compagnie des chemins de fer de l'Est, puis à la Direction générale impériale des chemins de fer d'Alsace-Lorraine en 1872, à l'Administration des chemins de fer d'Alsace et de Lorraine en 1919 puis à la SNCF en 1938. Durant l'occupation allemande, la Deutsche Reichsbahn exploitera le réseau jusqu'à la libération ; la société Guillaume-Luxembourg disparaîtra en tant que telle en 1946 avec la création de la Société nationale des chemins de fer luxembourgeois.

## Histoire

### Création
La société anonyme, dénommée Société royale grand-ducale des chemins de fer Guillaume-Luxembourg, est autorisée par l'arrêté grand-ducal du 2 mars 1857. Cet arrêté confirme la création de la société et valide ses statuts tel qu'ils sont rédigés dans l'acte reçu le 6 janvier 1857 par maître Berloty notaire à Lyon et déposés le 26 février 1857 aux minutes de maître Klein, notaire à Luxembourg.
Les onze administrateurs-fondateurs sont : Jean-Guigne-Louis-Marie-Alexis Marquis d'Albon, Gaspard-Théodore-Ignace de La Fontaine, Joseph-Antoine-Alfred Prost, Thérèse-Vendelin Jurion, Pierre-André Arjo-Biétrix, Alphonse de Boissieu, Hippolyte-François-Louis Vicomte Jaubert, Numa Guilhou, Jean-Marie Suchel, Augustin-Marie-François de Roquenave d'Harmière Baron de Thuret et le Comte de Vougy. Le premier président du conseil d'administration est le Marquis d'Albon, les vice-présidents sont messieurs de La Fontaine et Prost.
La société reçoit, de messieurs Louis-Antoine-Adolphe Favier négociant et Stéphane Jouve entrepreneur de travaux publics, demeurant tous les deux à Nancy, la rétrocession de concessions de chemins de fer délivrées par le gouvernement du Grand-Duché. Cela concerne quatre lignes partant de la ville de Luxembourg pour se diriger : sur la frontière française vers Thionville, sur la frontière belge vers Arlon, sur la frontière prussienne vers Trèves, et sur la frontière nord du Grand-Duché vers Weiswampach par Diekirch. La société prend à sa charge l'ensemble des obligations des conventions et du cahier des charges du 9 novembre 1855 et de la convention des 4 et 28 novembre 1856 ainsi que des compléments contenus dans la loi du 25 novembre 1855 et l'ordonnance du 1er décembre 1856.

### Traité et conventions pour l'exploitation
Le 6 juin 1857,, la Compagnie Guillaume-Luxembourg signe un traité avec la Compagnie des chemins de fer de l'Est. Il est convenu que la compagnie de l'Est s'engage pour 50 ans à exploiter les lignes concédés au Guillaume-Luxembourg, moyennant une part dans les recettes du réseau ; elle le fera avec son propre matériel, personnel et moyens. Avant même l'ouverture de la première ligne, le GL est en proie à des difficultés financières, ce qui obligera l'État à intervenir et à racheter les actions de Favier et de Jouve.
Le réseau concédé est alors d'une longueur totale de 159 km qui est composé de quatre lignes disposées en étoile avec pour centre la ville de Luxembourg :
- no 1 : 17,5 km de Luxembourg à la frontière française, vers Thionville ;
- no 2 : 17,5 km de Luxembourg à la frontière belge, vers Arlon ;
- no 3 : 34 km de Luxembourg à la frontière prussienne, vers Trèves ;
- no 4 : 90 km de Luxembourg à la frontière prussienne, par Weiswampach, dans la direction de Schleiden, Aix-la-Chapelle et Cologne (aussi appelée ligne du Nord).

En 1862, une convention est signée pour la construction d'une ligne reliant Spa (en Belgique) à Ettelbruck et l'exploitation de la concession de la Compagnie du chemin de fer de Pepinster à Spa. Cette ligne, terminée en 1867, la jonction grand-ducale, permettait de relier le bassin liégeois au Luxembourg, en concurrençant la Ligne de l'Ourthe de la Grande compagnie du Luxembourg, tout en désenclavant de nombreuses localités luxembourgeoises entre Ettelbruck et Troisvierges. Elle sera également exploitée par les Chemins de fer de l'Est puis sa partie belge sera nationalisée après 1872.
Les conditions fixées le 6 juin 1857 sont modifiées par le traité du 21 janvier 1868 : désormais les Chemins de fer de l'Est reprennent à bail le réseau Guillaume-Luxembourg, moyennant une rente fixe de 3 000 000 francs.
Le réseau Guillaume-Luxembourg est directement affecté par la guerre franco-allemande de 1870 qui verra la France amputée de l'Alsace-Lorraine après sa défaite ; le traité du 10 mai 1871 entre la France et l'Empire allemand précise que la Direction générale impériale des chemins de fer d'Alsace-Lorraine reprend la gestion des lignes de la compagnie des chemins de fer de l'Est dans la région annexée, ce qui sera effectif le 9 décembre 1871. En revanche, elle garde jusqu'au 11 juin 1872 celle du réseau Guillaume-Luxembourg, bien que devenu quasiment isolé du reste, date où il est dès lors administré depuis Strasbourg.
Face à l'insistance de la Direction générale impériale des chemins de fer d'Alsace-Lorraine, dans le cadre du Zollverein, la société du Guillaume-Luxembourg accepte le 16 juillet 1902 d'apposer sa signature à une convention qui prévoit son affermage contre une redevance annuelle de 3 866 400 francs or. Elle perd ainsi tout droit de regard sur la gestion et l'exploitation de son infrastructure ferroviaire.
La Direction générale impériale des chemins de fer d'Alsace-Lorraine est remplacée par l'Administration des chemins de fer d'Alsace et de Lorraine le 19 juin 1919 lorsque la France récupère l'Alsace-Lorraine et par conséquent ses infrastructures ferroviaires, que la compagnie des chemins de fer de l'Est ne souhaite récupérer en raison des infrastructures mises aux normes allemandes (conduite et signalisation à droite notamment).
Le réseau est repris par la SNCF à sa création en 1938 puis, durant la Seconde Guerre mondiale, est intégré à celui de la Deutsche Reichsbahn par l'occupant. Après la fin du conflit il entre dans le giron de la Société nationale des chemins de fer luxembourgeois (CFL) créée en 1946.

## Réseau

Carte des réseaux ferrés luxembourgeois en 1935. En rouge, le réseau du GL.

Le réseau du Guillaume-Luxembourg connut jusqu'à la Seconde Guerre mondiale divers exploitants et fut arpenté par de nombreux matériels, les compagnies exploitantes n'ayant jamais eu de matériels spécifiques au réseau luxembourgeois :
- Compagnie des chemins de fer de l'Est (1859-1872) ;
- Direction générale impériale des chemins de fer d'Alsace-Lorraine (1872-1919) ;
- Administration des chemins de fer d'Alsace et de Lorraine (1919-1937) ;
- Société nationale des chemins de fer français (1938-1940) ;
- Deutsche Reichsbahn (1940-1944) ;
- Société nationale des chemins de fer luxembourgeois (depuis 1946) ;
- Chemins de fer de l'État belge (1859-1926) et SNCB (depuis 1926) pour la ligne de Luxembourg à Kleinbettingen-frontière.

Le réseau du Guillaume-Luxembourg était constitué, à la veille de la Seconde Guerre mondiale, des lignes :
- Ligne Luxembourg - Troisvierges-frontière ;
- Ligne Ettelbruck - Diekirch ;
- Ligne Luxembourg – Wasserbillig-frontière ;
- Ligne Luxembourg - Berchem - Oetrange ;
- Ligne Luxembourg - Kleinbettingen-frontière ;
- Ligne Luxembourg - Bettembourg-frontière ;
- Ligne Bettembourg - Esch-sur-Alzette ;
- Ligne Bettembourg - Dudelange-Usines ;
- Ligne Noertzange - Rumelange ;
- Ligne Tétange - Langengrund ;
- Ligne Esch-sur-Alzette - Audun-le-Tiche ;
- Raccordement Brucherberg - Scheuerbusch ;
- Section Troisvierges-Frontière belge de la Vennbahn[11].

Liste non exhaustive de locomotives utilisées par l'Administration des chemins de fer d'Alsace et de Lorraine :
- S12 AL 1301 à 1308 (futures : 1-231 A 301 à 308) de l'AL
- G10 AL 5401 à 5435 (futures : 1-050 B entre 401 et 435 et 437 à 455) ;
- T9.3 AL 7051 à 7182, 7183 à 7187 et 7189 à 7193 (futures : 1-130 TB entre 51 et 191) de l'AL ;
- T17 AL 8301 à 8366 (futures : 1-232 TB 301 à 366) de l'AL ;
- T13 AL 7901 à 7964 (futures : 1-040 TC 901 à 964) de l'AL ;
- T14 AL 8501 à 8546 et 8551 à 8556 (futures : 1-141 TA entre 301 et 682) de l'AL.